# Jeux mondiaux des sports de combat
Les Jeux mondiaux des sports de combat sont une compétition sportive internationale regroupant des disciplines de sports de combat et d'arts martiaux.
La compétition est organisée par SportAccord, une union de fédérations sportives internationales reconnue par le Comité international olympique (CIO).
La première édition a eu lieu à Pékin, en Chine, en 2010.

## Éditions
- 2010 : Pékin, en Chine.
- 2013 : Saint-Pétersbourg, en Russie.
- 2023 : Riyad, en Arabie Saoudite.

Les Jeux mondiaux 2017 devaient initialement avoir lieu à Lima mais avec la crise connue par SportAccord après un discours controversé de son dirigeant, Marius Vizer, un mois plus tôt à Sotchi, en Russie, le président du Comité olympique péruvien renonce à l'organisation dans un courrier officiel fin mai 2015.
En 2018, GAISF annonce lors de leur congrès annuel le retrait du projet de l'édition 2019 à Taipei pour cause de conflit de calendrier avec les épreuves qualificatives pour Tokyo 2020.